# FIFA Street (videogioco 2012)
FIFA Street è il reboot dell'omonima serie, uscito il 13 marzo 2012 negli Stati Uniti ed il 16 marzo in Europa per PlayStation 3 e Xbox 360. Electronic Arts non ha assegnato un numero al titolo, che è quindi facilmente confondibile con il primo capitolo della saga, FIFA Street, uscito nel 2005 e sviluppato da EA Sports BIG. Il testimonial del gioco è Lionel Messi, che è presente sulla copertina del gioco, come annunciato da EA il 24 novembre 2011. Il titolo usa lo stesso motore di gioco di FIFA 12 (sempre sviluppato da EA) e per la prima volta sono utilizzabili anche le squadre di club, oltre alle tradizionali rappresentative nazionali.
Il gioco è stato presentato per la prima volta alla Gamescom di Colonia, il 16 agosto 2011. Una versione dimostrativa è stata pubblicata sul marketplace di Xbox 360, il 28 febbraio 2012. Il giorno successivo è stata resa disponibile anche per gli utenti di PlayStation 3, attraverso il PlayStation Network.

## Sviluppo
Originariamente le uniche informazioni riguardanti questo nuovo capitolo della serie erano state trapelate da una ricerca di mercato che aveva diffuso la voce in Internet riguardante il possibile sviluppo di un ipotetico FIFA Street 4, il quale avrebbe avuto il supporto a Facebook, 50 arene disponibili e nuove modalità di gioco, ma EA smentì prontamente l'esistenza del progetto.
Lo sviluppo del gioco è stato affidato ad EA Canada. L'effetto cartoonizzato che caratterizzava il suo predecessore è stato abbandonato, per far spazio ad una grafica più realistica. Le modalità sono state riviste ed ampliate, con l'aggiunta di alcune novità, come l'uno contro uno. È presente una quantità di trick di circa 50 volte maggiore rispetto a FIFA Street 3 ed è presente un nuovo sistema di dribbling. Le squadre sono 120, tutte licenziate e provenienti dai maggiori campionati mondiali, mentre le location sono 35, sparse in tutto il mondo.
Sid Misra, un produttore del gioco, ha dichiarato a GameSpot che FIFA Street dev'essere inteso come un reboot della serie e che quasi nessun elemento della trilogia precedente è ripreso totalmente. Questa scelta è dovuta al fatto che, secondo Misra, la gente aveva perso interesse per la saga e del suo approccio troppo arcade e questo titolo è da intendersi come simulativo.

## Informazioni sul gioco
Il gioco, da 3 capitoli a questa parte, consiste nel battersi con l'avversario in partite di calcio in campi non regolamentari, come palestre, piazze o vie cittadine, in quello che ormai è comunemente chiamato "street soccer", in cui non vi sono regole e giudici di gara. Lo scopo, oltre che segnare, è quello di cercare di accumulare punti durante la partita, attraverso trick con il pallone o azioni spettacolari. La modalità online sfrutta il servizio EA Sports Football Club, già visto in FIFA 12.

### Squadre presenti

#### Squadre di club
Di seguito sono riportate le leghe che sono presenti nel gioco completo.
- Ligue 1;
- Bundesliga;
- Premier League;
- Serie A;
- Primera División;
- Major League Soccer.

#### Rappresentative nazionali
Di seguito sono riportate tutte le rappresentative nazionali presenti nel gioco completo.

- Argentina
- Australia
- Austria
- Brasile
- Cile
- Colombia
- Corea del Sud
- Costa d'Avorio
- Inghilterra
- Francia
- Germania
- Italia
- Messico
- Paesi Bassi
- Portogallo
- Spagna
- Svezia
- Svizzera
- Stati Uniti
- Uruguay

## Modalità di gioco
- Scendi in strada
  - 5 contro 5: due squadre composte da 5 giocatori si affrontano in due tempi da 3 minuti ciascuno. Vince chi segna più gol a tempo scaduto, e in caso di parità verrà disputato il Golden Goal.
  - Re del tunnel: lo scopo è quello di fare dei punti attraverso diversi trick. Questi punti vengono accreditati nel momento in cui si segna, ma vengono azzerati se invece segna l'altra squadra.
  - Calcio a 5: questa modalità permette di sfidarsi usando due squadre da 5 giocatori ciascuna in stadi professionali e attrezzati per l'occasione, dove non vi sono barriere né muri da poter sfruttare a proprio vantaggio. Per vincere è necessario regolare bene passaggi e tiri ed evitare l'approccio aggressivo delle modalità classiche del gioco.
  - Ultimo rimasto: ad affrontarsi sono come al solito due squadre, ma non vi sono portieri e le porte sono molto piccole. In caso si segni un gol, il marcatore dello stesso dovrà uscire dal campo. Vince la squadra che "elimina" per prima tutti i suoi giocatori.
  - Partita personalizzata: selezionando questa opzione è possibile personalizzare la partita a proprio piacimento.

- World Tour: in questa modalità è possibile creare una squadra propria totalmente personalizzabile con un giocatore creato dall'utente come capitano. Nella squadra è possibile inserire anche giocatori creati da altri utenti che si hanno nella lista amici.

## Colonna sonora
La colonna sonora del gioco è composta da diverse canzoni, ascoltabili mentre si gioca e nel menù dello stesso.
- The Beekeepers feat. Mystro - "Queen Bee"
- Camo & Krooked feat.  Skittles - "The Lesson"
- Celt Islam - "Dub Reflex"
- Denzel Park contro  Wizard Sleeve - "I'm A Drum Machine (Step Up)"
- DJ Fudge feat.  Afrika Bambaataa - "Jump Up - Ed Rodman & Tone Swaag Dub Remix"
- Drop the Lime - "Let's Go"
- Fatboy Slim - "Ya Mama (Moguai Remix)"
- Felguk feat. Sirreal - "Move It Right"
- Foreign Beggars  feat. Lazer Sword - "What's Good"
- Fugative feat. Mz. Bratt & Wiley - "Go Hard"
- Hilltop Hoods - "Still Standing"
- Kano feat. Hot Chip - "All + All Together"
- KKS - "Carioca"
- Malachi - "Anne (Parker Remix)"
- Mustard Pimp - "The Amazons"
- Quantic And His Combo Barbaro - "Un Canto a Mi tierra (Cut Chemist Remix)"
- Skåmslåkkar - "Maskinen"
- Spank Rock feat. Santigold - "Car Song"
- The Big Pink - "Hit The Ground (Superman)"
- Vato Gonzales - "Badman Riddim"
- Vato Gonzales feat.  Foreign Beggars - "Badman Riddim (Jump)"
- The Chain Gang of 1974 - "Devil is a Lady"
- The Chain Gang of 1974 - "Undercover"
- Wretch 32 ft. Example - "Unorthodox"

## Accoglienza
La rivista Play Generation diede alla versione per PlayStation 3 un punteggio di 75/100, apprezzando la struttura di gioco interessante e la notevole gamma di opzioni di personalizzazione e come difetti la realizzazione tecnica non impeccabile e il gioco in singolo che alla lunga mancava di varietà, finendo per trovarlo un titolo arcade di buona fattura, ma che non convinceva al 100%, finendo per consigliarlo solamente a chi amava il calcio in tutte le sue varianti.